# 圆通山
圆通山是中华人民共和国云南省昆明市的一座公园，位于市区东北的螺峰山，占地面积约26公顷，海拔1930米，因山势险峻，植物茂盛，有“螺峰叠翠”的美称，为“昆明八景”之一。圆通山毗邻圆通寺，山上建有昆明动物园，园内除动物展示区与休闲娱乐设施外，还包括唐继尧墓在内的众多人文历史景点。

## 历史变迁
螺峰山在明代谢肇淛所著《滇略》、刘文征所著《滇志》等地方史料中均有记载，普遍认为因山体颜色较深，状似螺髻而得名。唐代南诏异牟寻时期于该山南麓建起补陀罗寺，山随其名为补陀罗崖。元宪宗四年（1254年），元军攻打鄯阐城期间，寺庙毁于战火。元延祐六年（1319年），地方官员与百姓历时18年于寺院废墟上建起圆通寺，后居民即逐渐将螺峰山称作圆通山。
明朝以来，因气候宜人、景色优美，加之山势高耸，圆通山成为登高赏景的幽胜之处，常有文人雅士来此相聚，并留下许多诗文佳作。20世纪20年代，在昆明新派知识分子和部分官员的组织下，圆通山正式被辟为公园，称“圆通公园”。1953年，圆通山建成动物园，并于次年元旦对外开放。1959年，圆通公园更名为圆通动物园，并于1986年最终更名为昆明动物园，是全国十佳动物园之一。
2010年，考虑到昆明动物园历经50年的发展，整体品质有所下降，部分动物只能轮流展出，昆明市园林绿化局筹划将动物园搬离圆通山，前往安宁县红星农场或呈贡区马金铺，原圆通山地块用于改进公益性质开放公园，但在社会各界的反对下计划最终没有实施。

## 昆明动物园
截止2021年，昆明动物园共拥有200多种，合计2000余只大小动物，分布在猛兽区、散养区、食草动物区、灵长类展区、亚洲象展区、水禽池、鸟园、孔雀园等多个特色动物展区。其中包括西双版纳的亚洲象、滇西北的小熊猫、金丝猴和长臂猿等云南本土珍稀物种及长颈鹿、犀牛、火烈鸟等引进物种。
20世纪80年代，昆明动物园曾引入大熊猫，是云南省内最早展出该物种的公园，2004年2月27日，园内最后一只大熊猫因年迈离世，此后再未展出。2018年3月，圆通山开始兴建熊猫馆，并计划于当年6月引进2只大熊猫，但该计划因不明原因搁置，熊猫馆现用于展出小熊猫。
昆明动物园自1978年起即长期保有亚洲象群，并先后实现血缘调配子一、二代小象生产，至2021年9月28日已实现种群三代同堂。截止2021年10月，园区已先后饲养亚洲象27头，并成功繁殖18胎，为国内较大的亚洲象人工繁殖小种群。
自2002年起，昆明动物园就与五华区驯兽表演团签订表演合同，邀请该团携猴子、熊等野生动物进驻园内进行动物表演，园方按约向其支付费用。2007年2月22日，一名6岁女孩在动物园表演结束后与老虎合影时被老虎咬伤，后经抢救无效身亡。2010年10月26日，住房和城乡建设部发布《关于进一步加强动物园管理的意见》，28日，昆明动物园宣布动物表演节目将不再上演，与小老虎、小猩猩零距离接触的项目也同期终止。原表演场地在表演团撤离后被开辟为绿地和娱乐设施。

昆明动物园部分设施
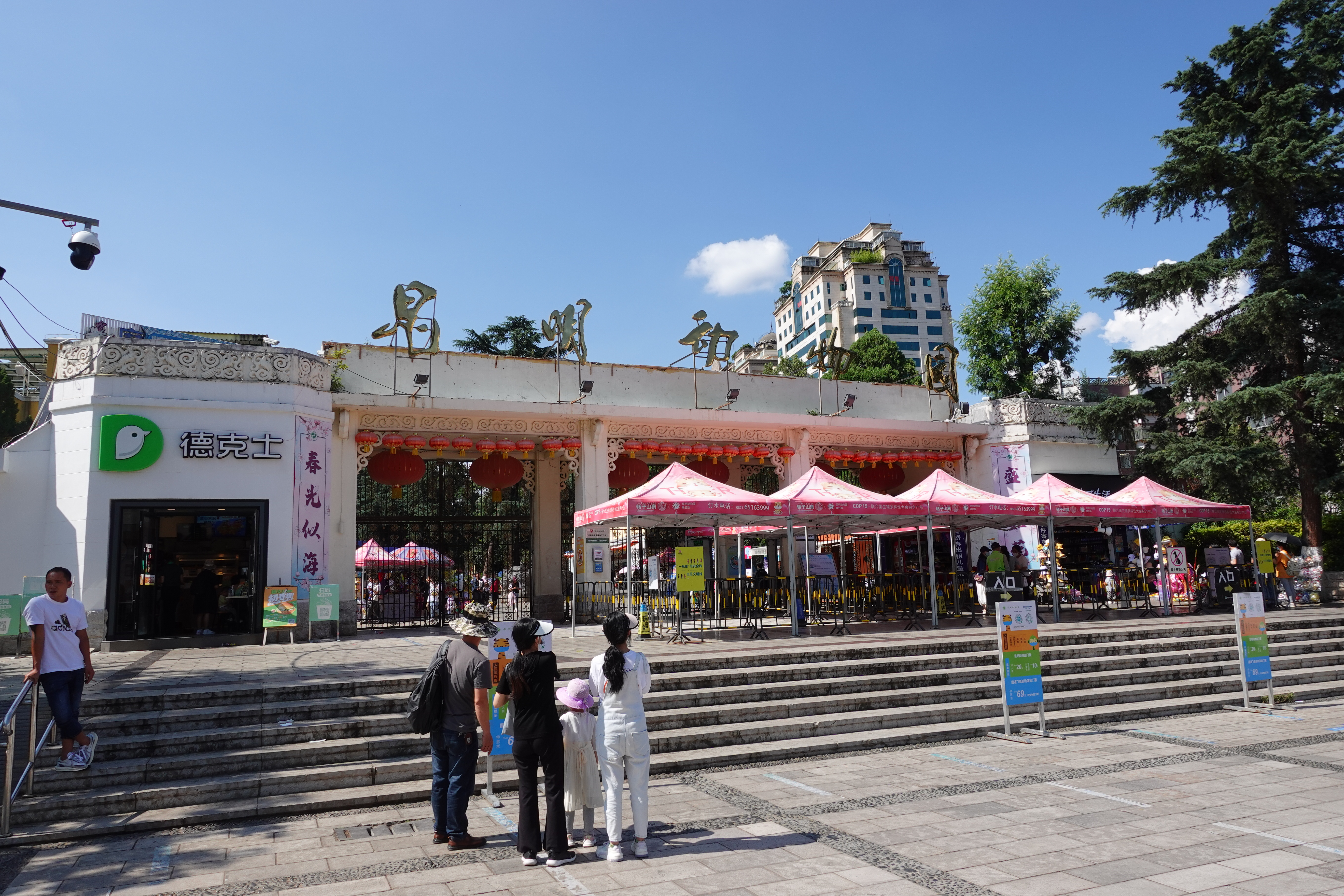
正门（东门）
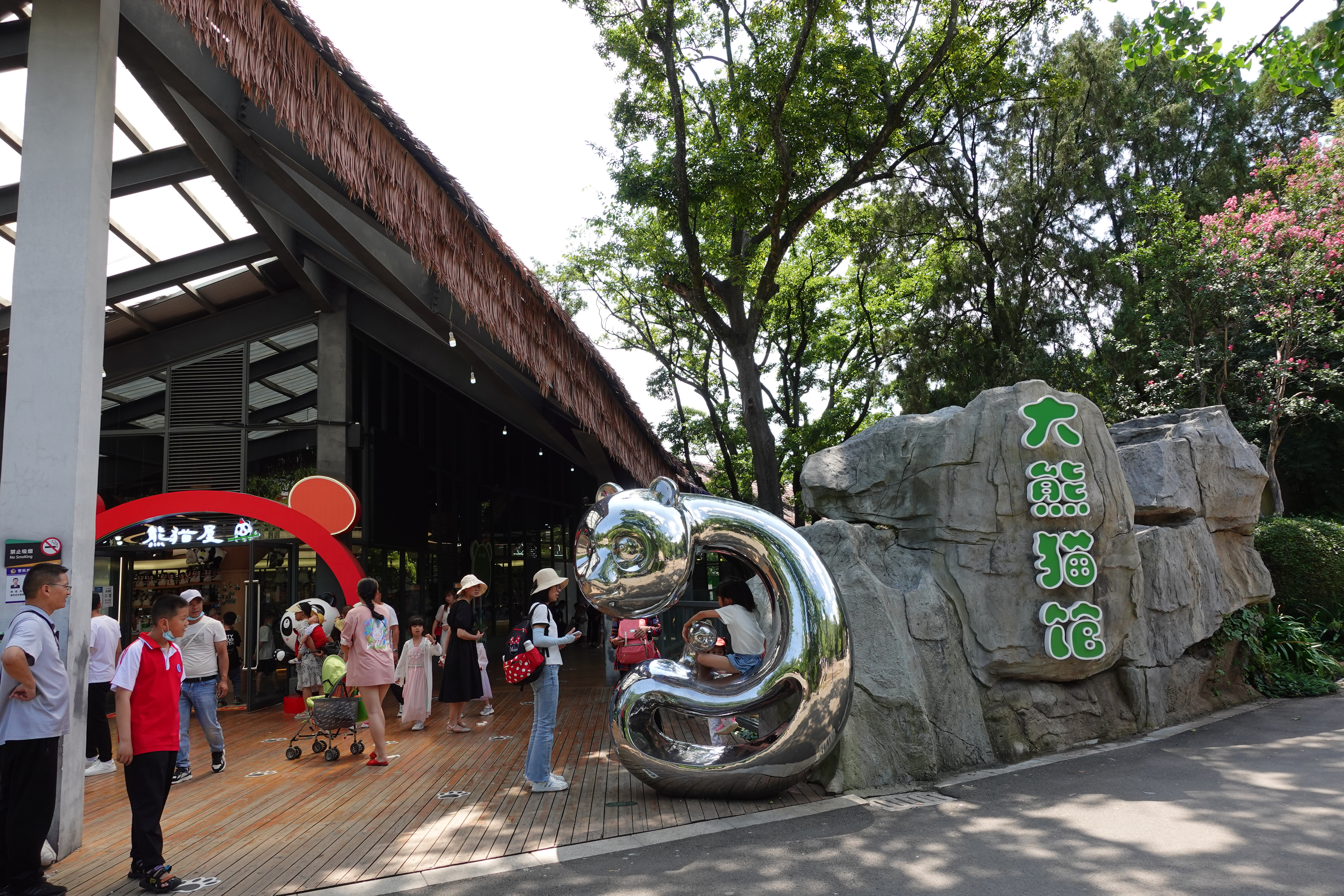
新熊猫馆
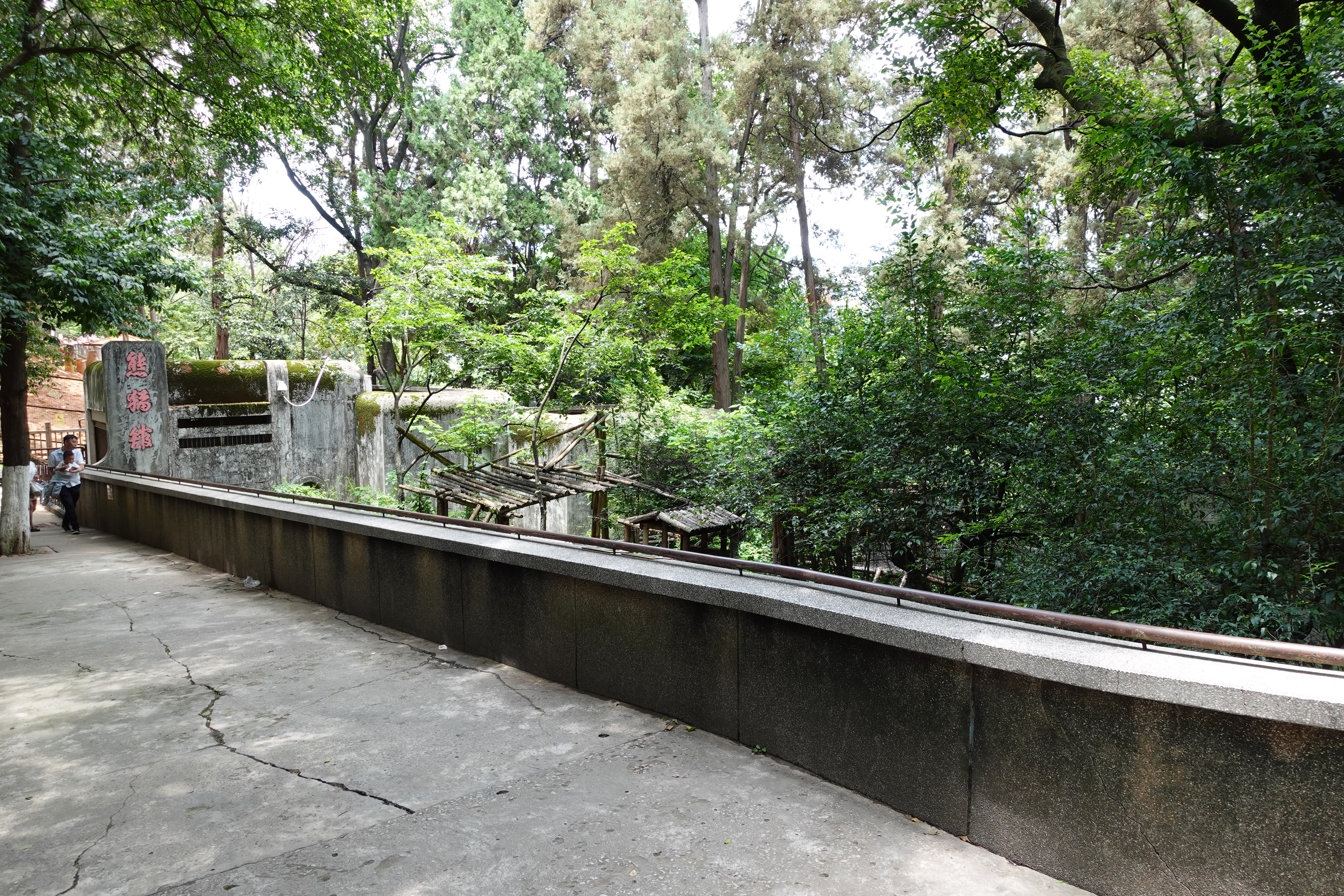
旧熊猫馆
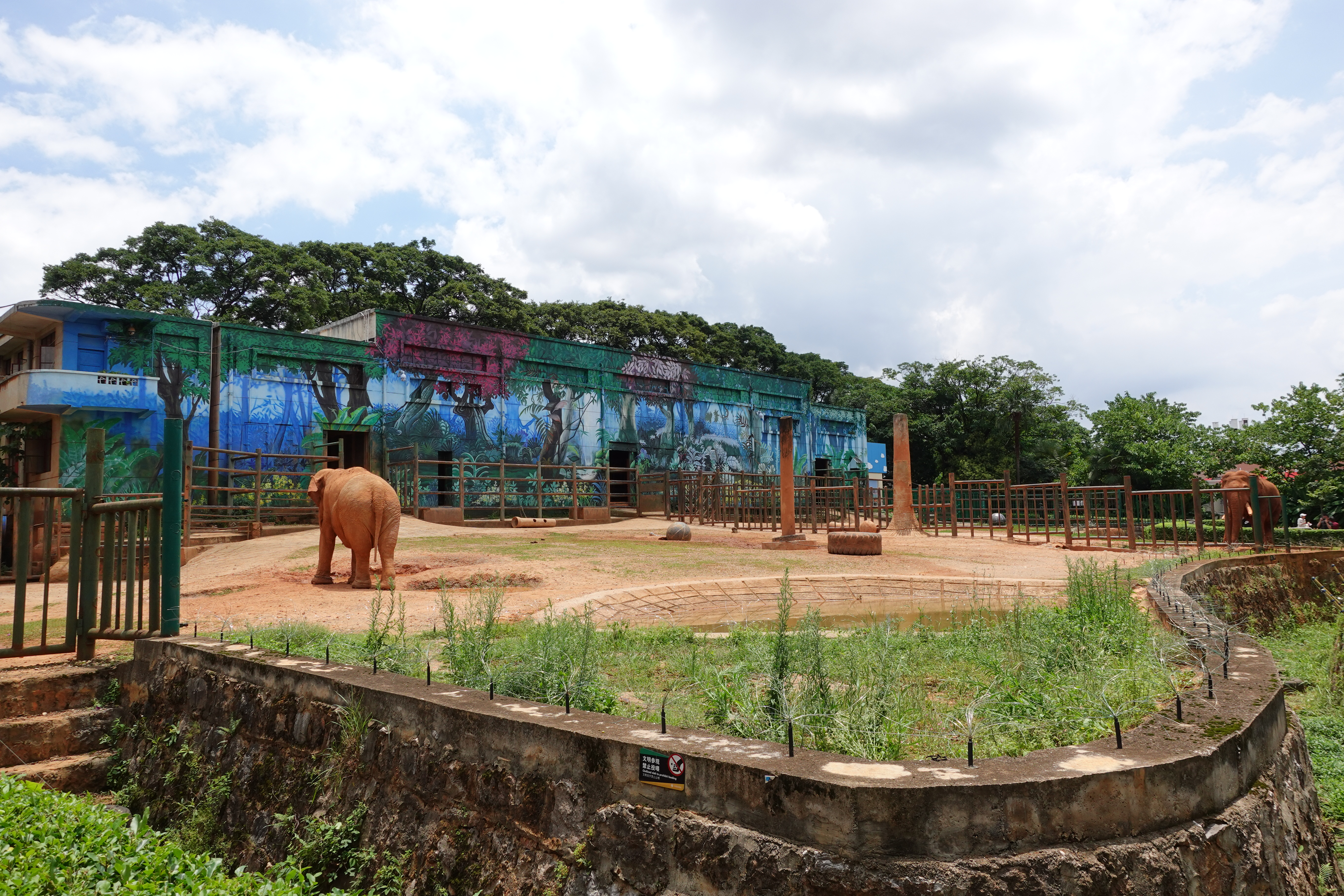
大象馆
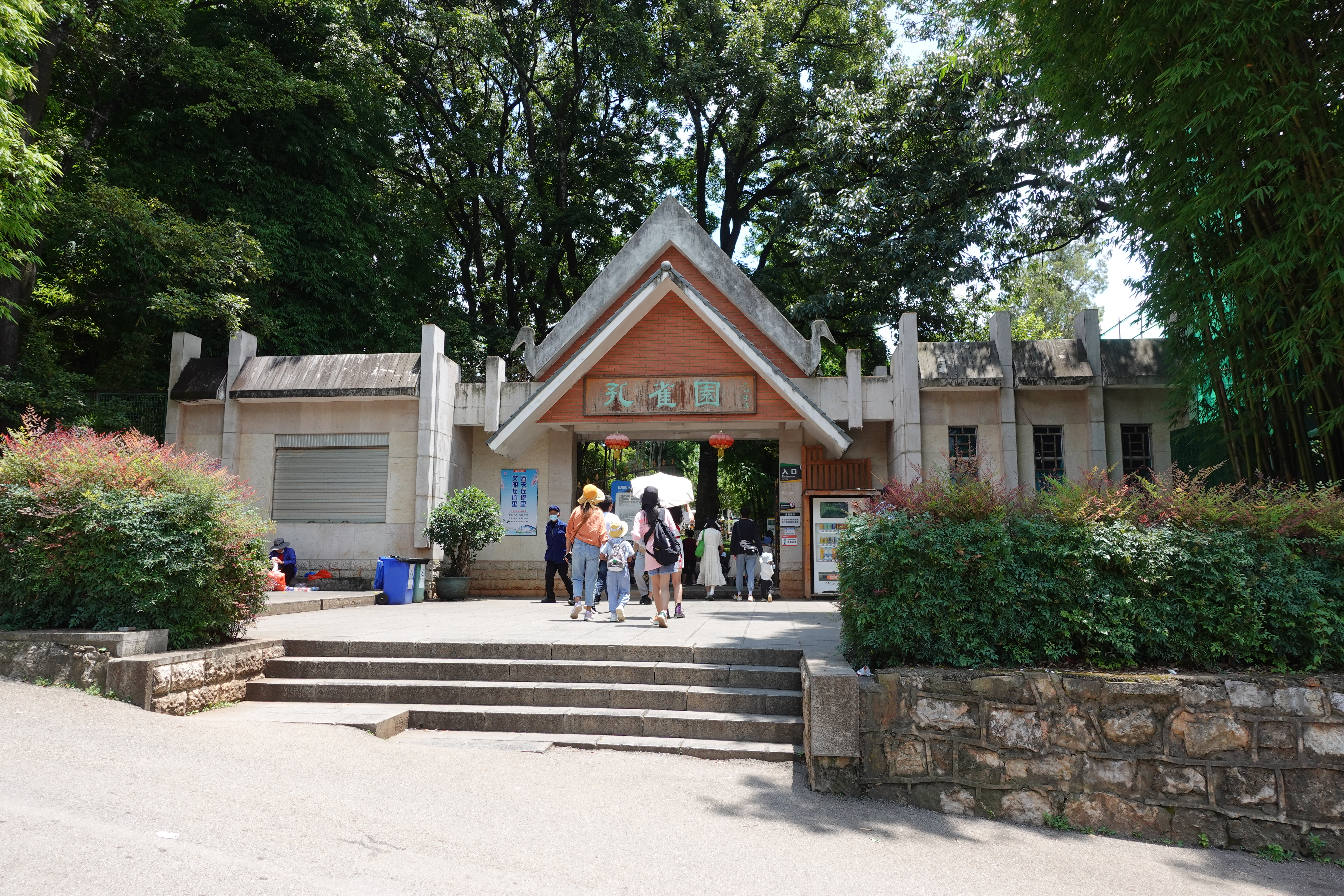
孔雀园
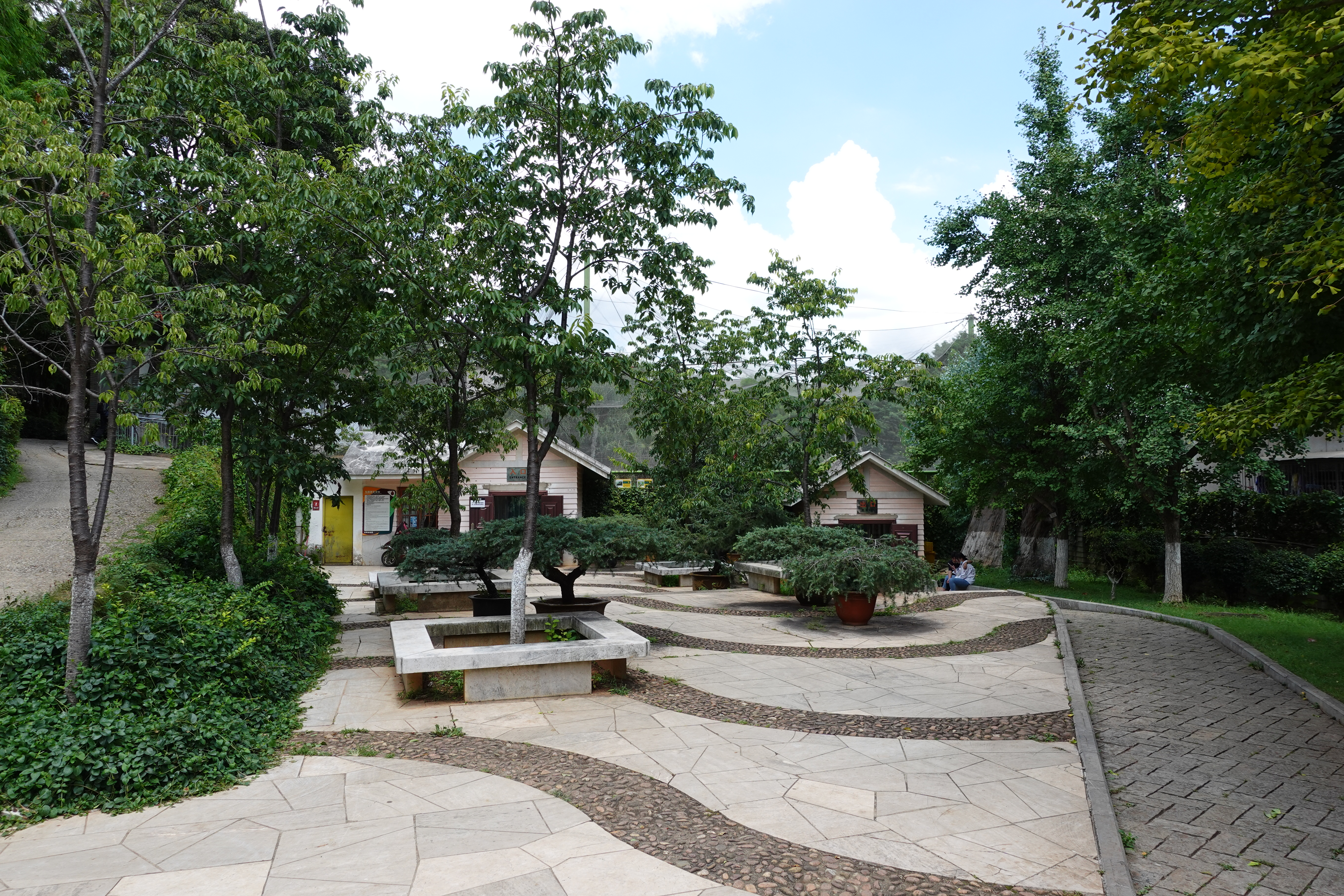
鸟园
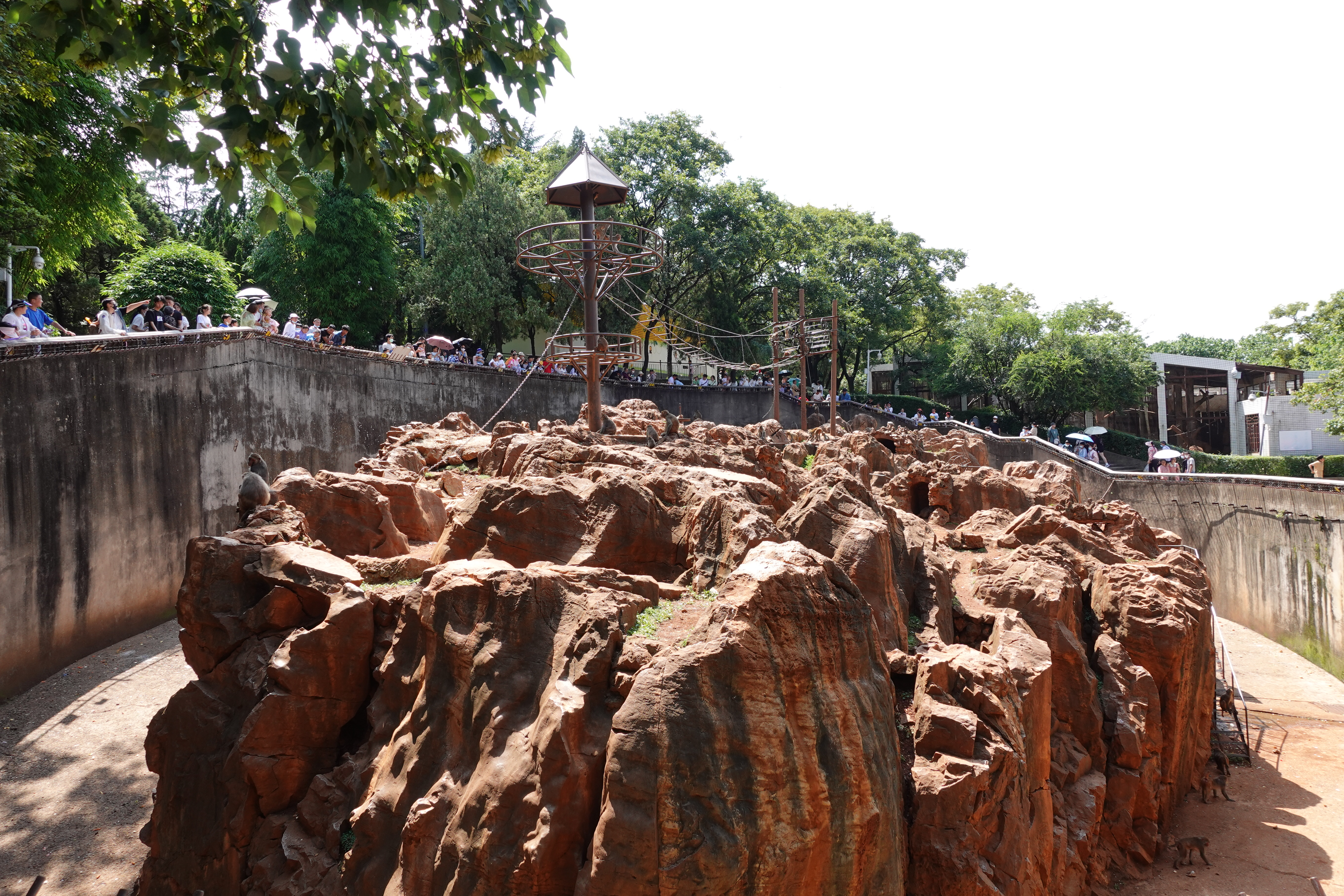
猴山
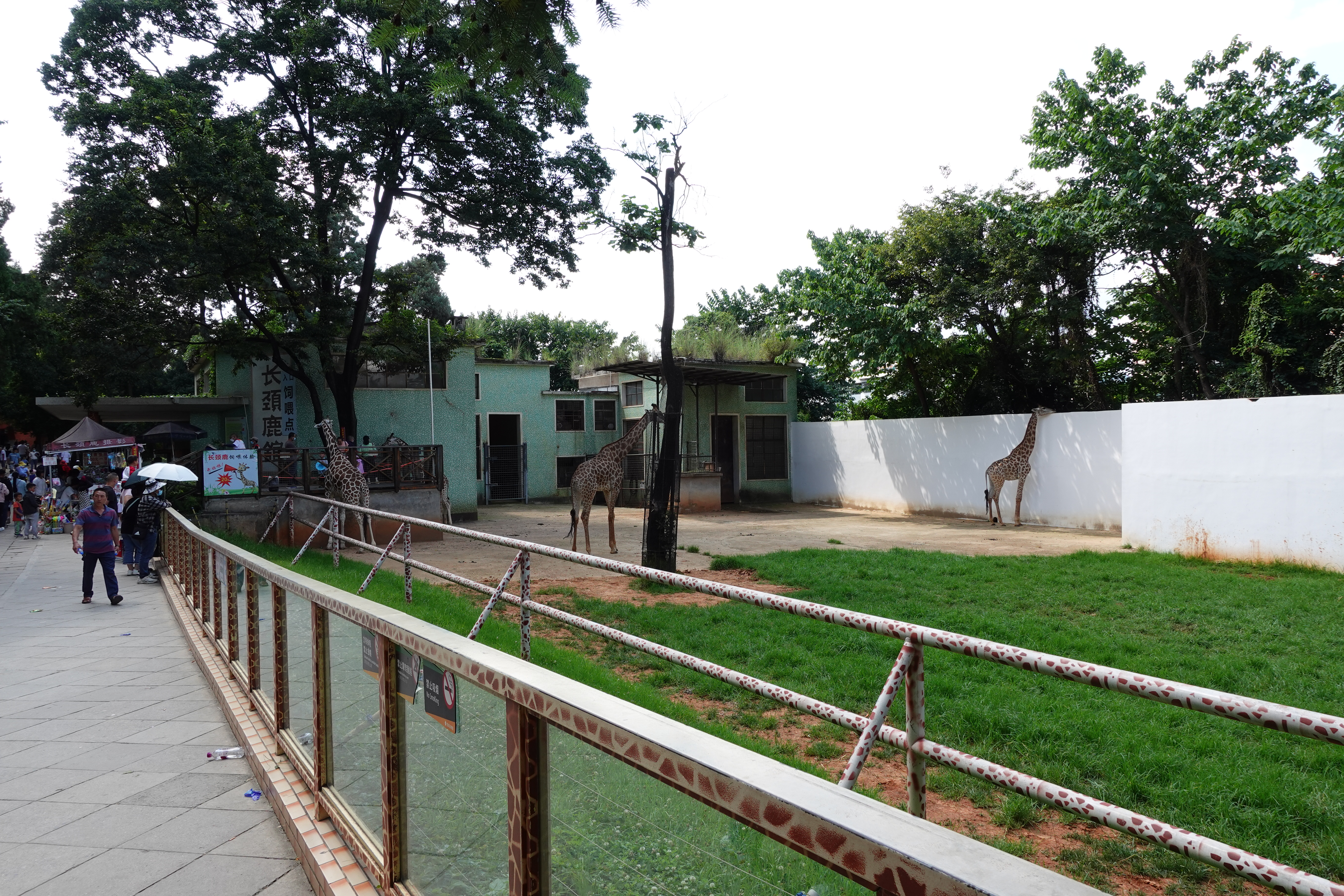
长颈鹿展区
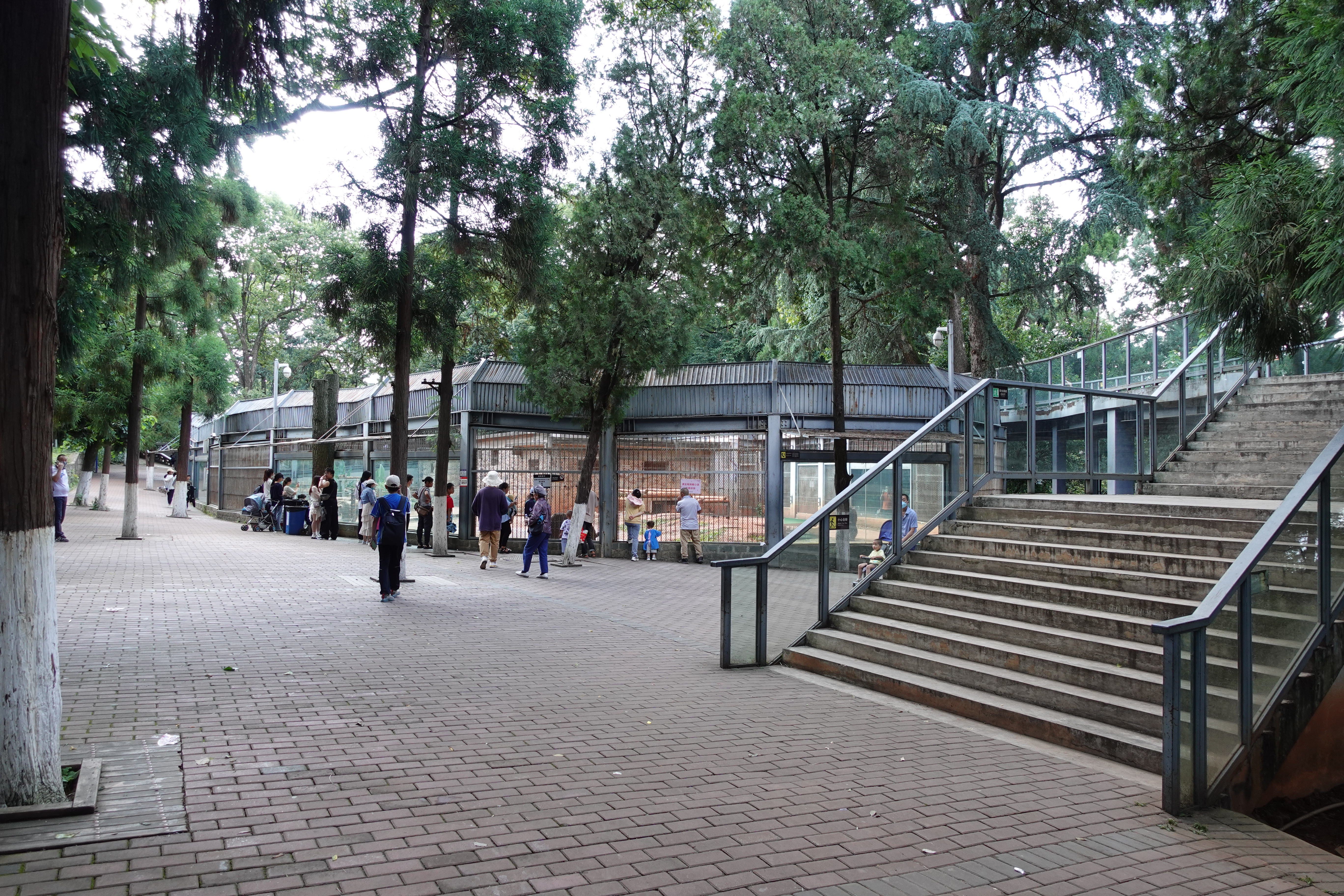
猛兽区
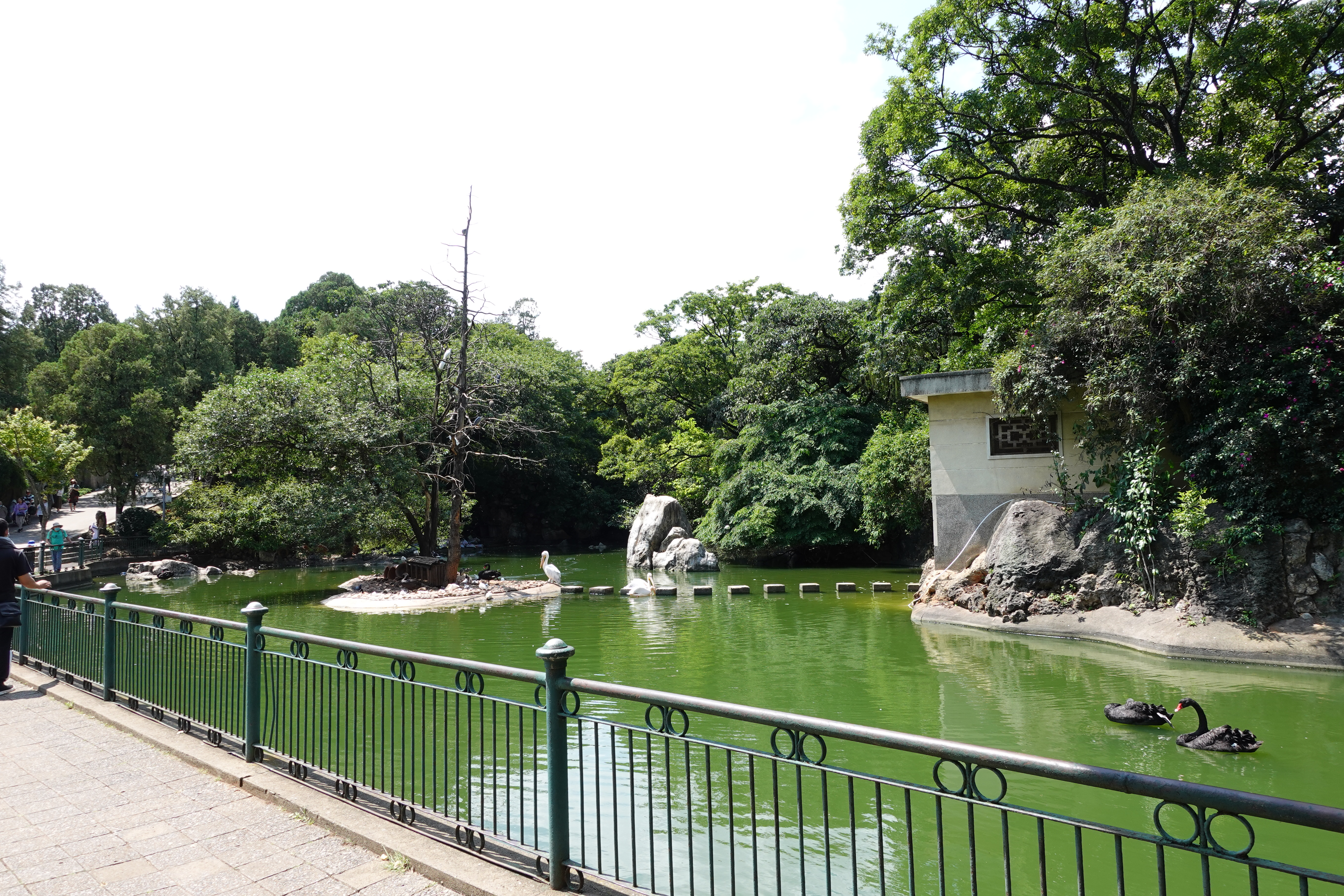
水禽池

## 人文历史景观
圆通山园区内包含大量人文历史景观，其建设年代涵盖明朝建立后的数百年。其中，坐落于山体东北角的云南府城墙残段的历史最为悠久，可以追溯至明洪武十五年（1382年）。1983年，仅剩30余米的城墙被昆明市人民政府认定为昆明市市级文物保护单位。
公园另建有忠烈亭、忠孝亭、惠泽亭、纳霞亭、聂耳亭、螺峰亭、德教碑亭、月石亭八座纪念性亭阁。其中，忠烈亭是为纪念云南辛亥革命志士黄毓英而建，工程始于1914年，是圆通山上现存最早的纪念亭。忠孝亭则于1936年建起，以纪念清末云南提督蒋宗汉。德教碑亭建于1948年，纪念中央陆军军官学校第五分校（原云南陆军讲武堂）校务委员会副主任唐继𬭸。
圆通山山顶伫立着两座纪念抗日战争时期中国远征军阵亡将士的纪念碑塔。其中一座为陆军第八军滇西战役阵亡将士纪念碑，该碑立于1947年，为石料砌筑，由八面形基座、方形碑体和三角棱形标杆三部分构成。碑体四面各嵌有题刻一方，记录有1944年远征军收复松山经过和阵亡将士名录。二十世纪五十年代初，纪念碑遭到破坏，碑体四面刻石仅剩第2方与第4方，基座题刻仅剩北面一方陈诚题辞。1966年，碑身被毁，原建筑仅存边长3.2米，高1.5米的八角形基座及其围栏。另一座为缅甸战役中国阵亡将士碑，或称安澜纪念塔，该碑始建于1944年10月，用以纪念戴安澜将军等为国捐躯的6万余名远征军将士。两座纪念碑都于20世纪40年代建成，至21世纪已出现缺失与损伤，2013年，经过27个月的修复，两座建筑重新对游客开放。
圆通山上还建有滇军创始人唐继尧的陵墓，它坐落于今动物园西北部，占地约1500平方米，坐北朝南，为中国传统圆丘形封土堆。陵墓整体由青石镶砌，直径约22米，周长约68米，墓高6米。虽然墓盖与墓冠今已不复存在，许多石刻也遭到损毁，陵墓总体结构还比较完整。唐继尧墓先后于二十世纪五十年代、1961年、1964年、1966年四次遭受大规模破坏，并多次准备拆除，在陈赓、于一川、崔庸健等人以及唐家亲属的努力下，拆墓计划最终流产，陵墓大部得以保存至今。

圆通山部分人文历史景观
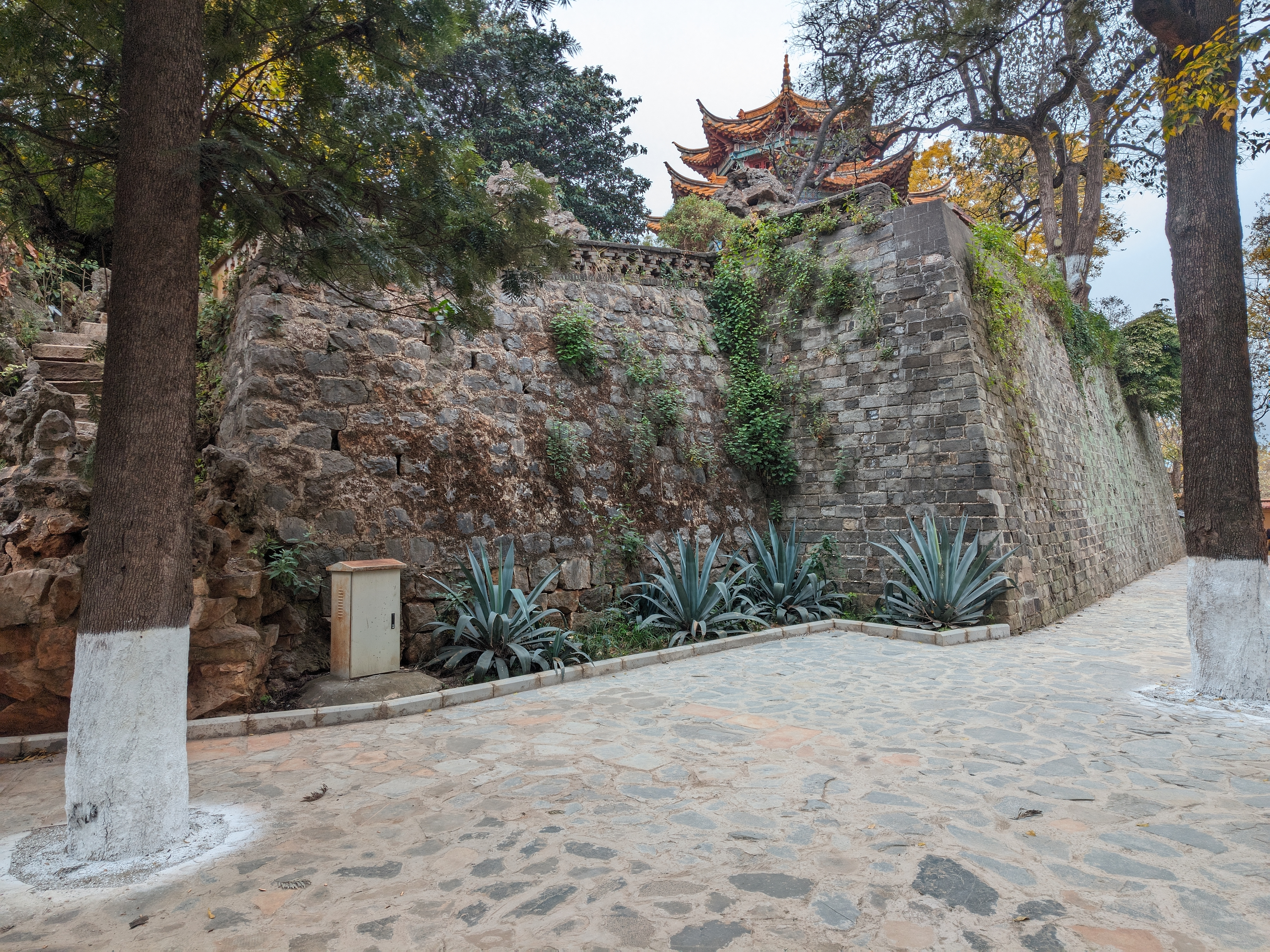
昆明古城墙遗址
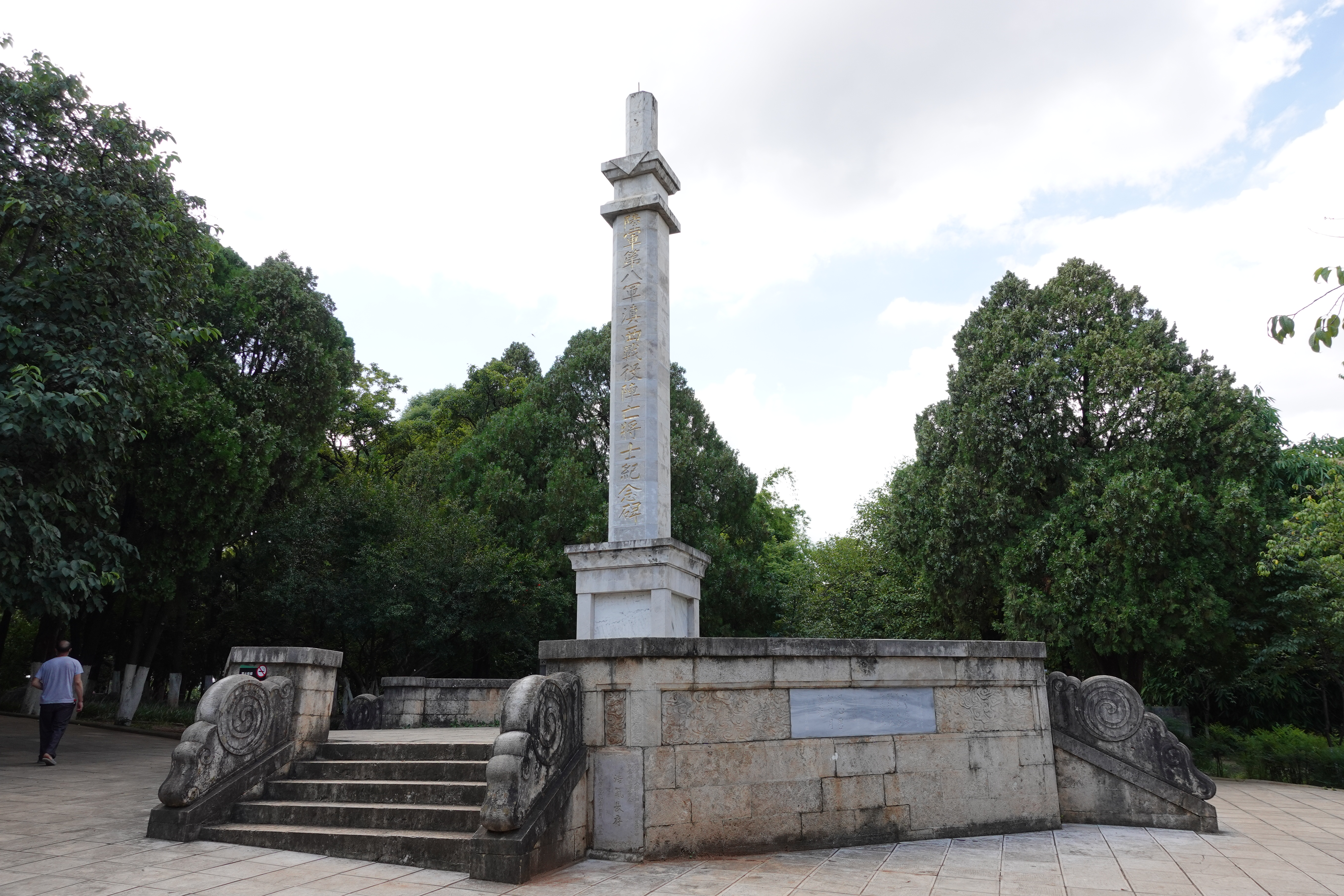
修复后的陆军第八军滇西战役阵亡将士纪念碑
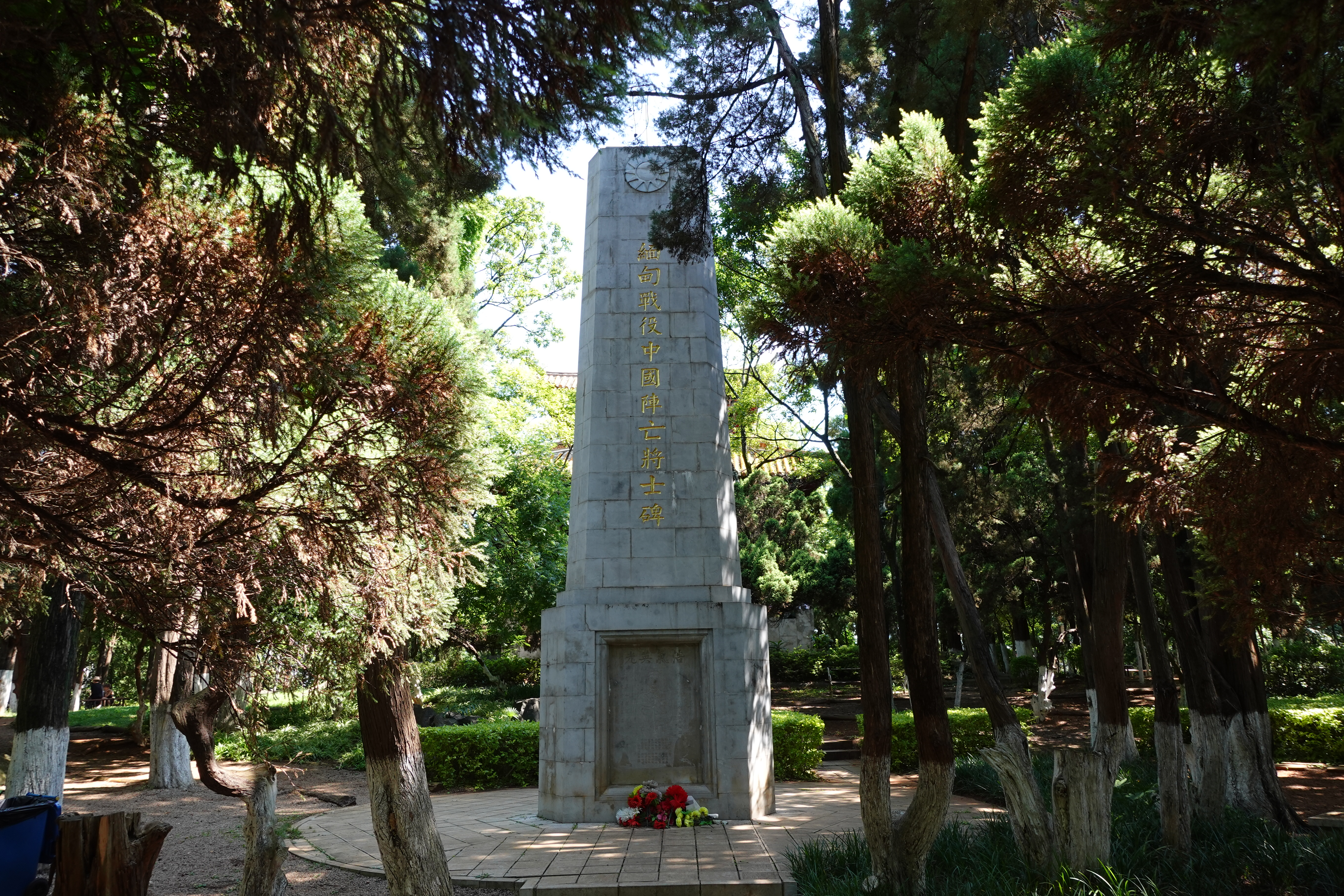
缅甸战役中国阵亡将士碑（安澜纪念塔）
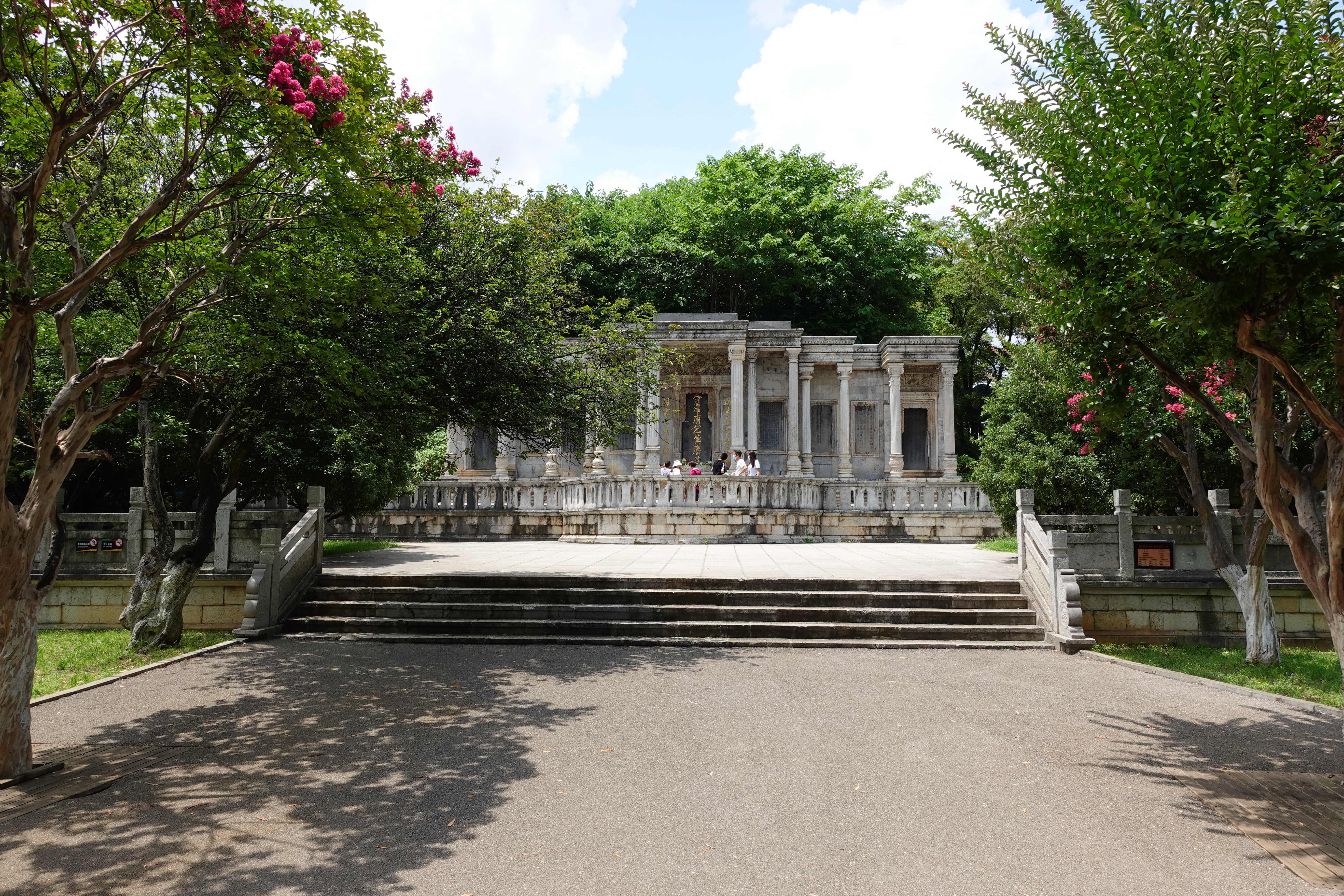
唐继尧墓
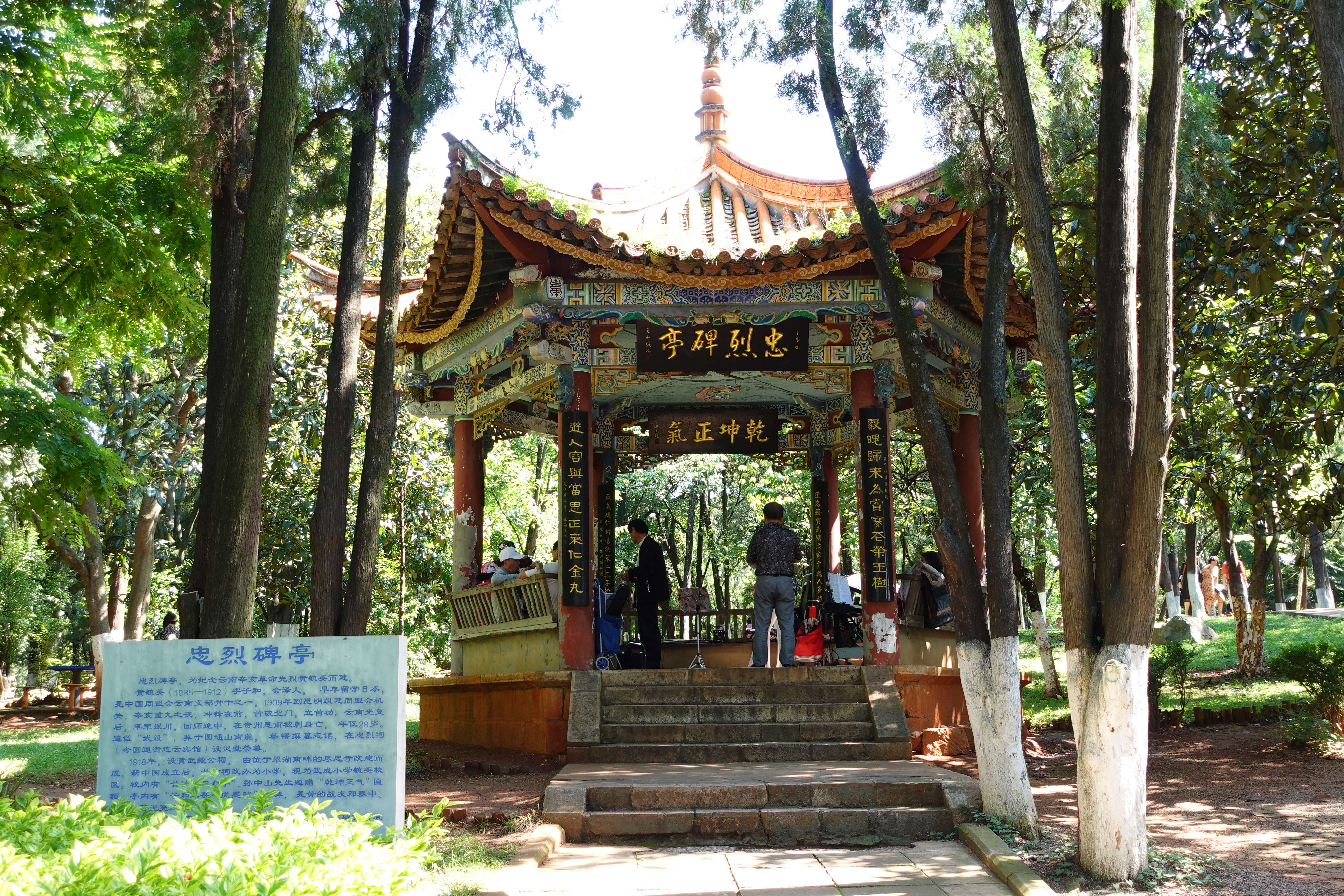
忠烈碑亭
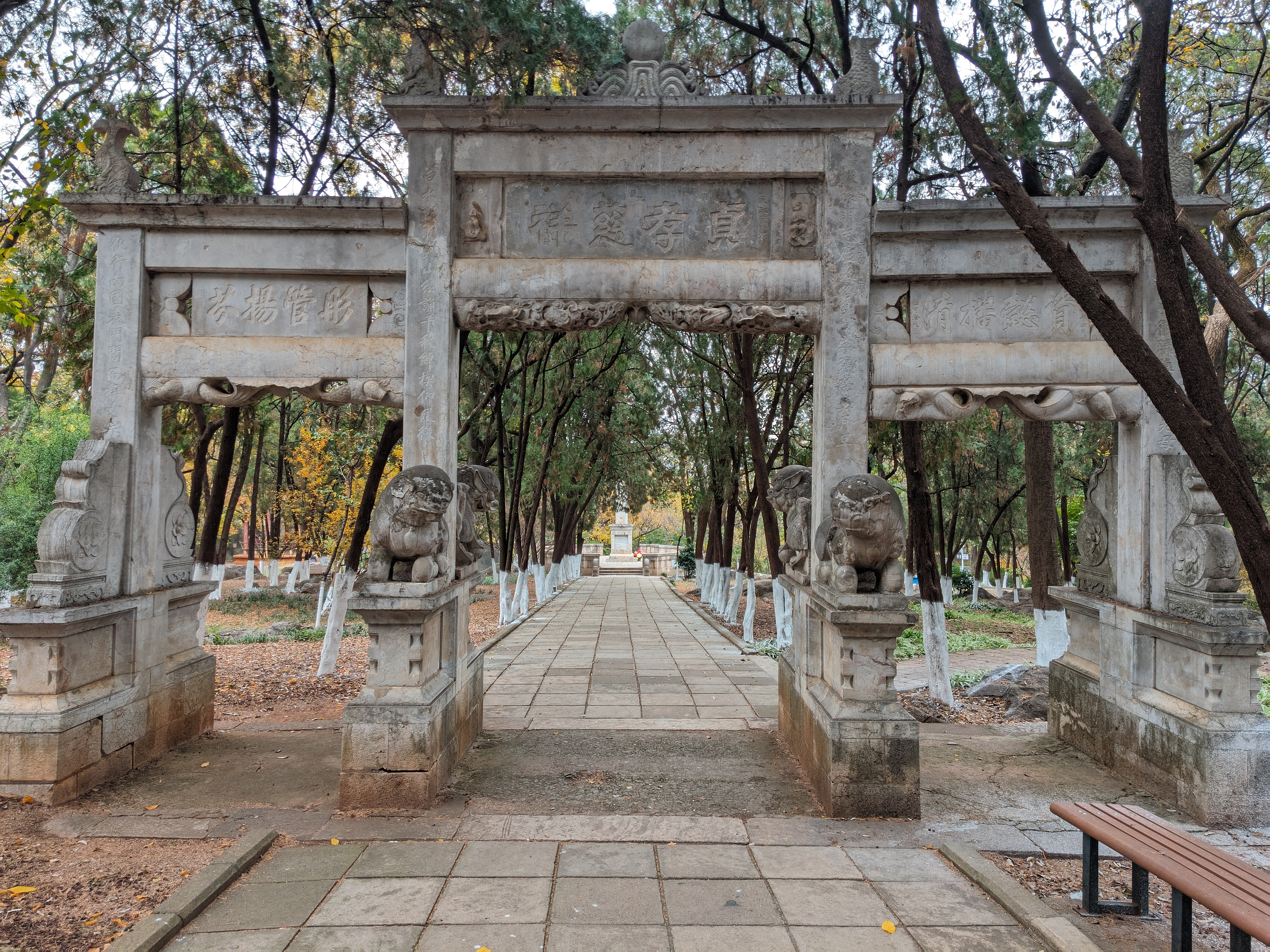
圆通山石牌坊

## 圆通樱潮
圆通山自被开辟为公园以来即连年种树栽花，其中又以垂丝海棠和樱花闻名。至2022年，园内已种植云南樱花、垂丝海棠2000余株，形成了南北宽约100米，东西长约200米的“圆通樱潮”景观带。在此基础上，昆明动物园每年举办樱花节、“圆通樱潮”非物质文化遗产展等相关文旅活动，丰富游客赏花体验。2021年起，为减少部分现场活动游客聚集，樱花节主办方采取了云上直播的方式向互联网用户展示海棠、樱花开放情况。
1962年，“汉园三诗人”之一的李广田以圆通山樱花、海棠为素材创作了散文《花潮》，生动展现了花海人潮的盛况，后入选中华人民共和国小学语文教科书，影响深远。